# تنظيم الذاكرة اليدوي
تنظيم الذاكرة اليدوي (بالإنجليزية: Manual memory management)‏ في علم الحاسوب يطلق على استخدام تعليمات يدوية لايجاد وتحرير الذاكرة من الأغراض غير المستخدمة أو القمامة، عملية تنظيم الذاكرة اليدوي. وحتى منتصف التسعينيات كانت معظم لغات البرمجة تدعم عملية تنظيم الذاكرة اليدوية. أما الآن فاللغات التي تحتوي على عملية جمع القمامة الذاتية أصبحت أكثر شعبية، ومن اللغات الرئيسة التي تدعم عملية تنظيم الذاكرة اليدوية ومستخدمة إلى الآن هي لغة السي(C) والسي++(C++).

## وصلات خارجية
- Berger (2002) Reconsidering custom memory allocation